# Hotel Panorama (Niterói)
Hotel Panorama - histórico prédio inacabado, em Niterói, construído há mais de 30 anos para ser o Hotel Panorama, nos limites do Parque da Cidade, no Morro da Viração, entre os bairros de São Francisco e Charitas. Apesar do abandono, a edifício é muito visitado pela bela vista. Estuda-se virar um centro de referência de recuperação da Mata Atlântica, bioma presente em 17 estados brasileiros, ou um hotel ecológico. 

## Características
O imóvel fica ao lado do Parque da Cidade de Niterói, em um área hoje voltada para a preservação ambiental. Na época em que o prédio foi construído, não havia a preocupação com o meio ambiente que existe hoje. O lote onde está o Hotel Panorama possui 25,411 mil metros quadrados. Já a área no entorno, formada por 35 lotes, conta com cerca de 80 mil metros quadrados, que dão vista para São Francisco, Charitas, Maceió e Piratininga. 
Noventa por cento do imóvel pertence ao espólio da Companhia Brasileira de Turismo. Os outros dez por cento foram pulverizados em ações vendidas na época do lançamento do empreendimento, através um sistema de venda compartilhada, que daria ao acionista o direito de utilizar o hotel durante um determinado período de cada ano.